# Szergo Kutivadze
Szergo Kutivadze (grúzul: სერგო კუტივაძე; oroszul: Сергей Иванович Кутивадзе (Szergej Ivanovics Kutyivadze)) (Alma Ata, 1944. október 16. – Tbiliszi, 2017. június 8.) szovjet válogatott grúz labdarúgó, középpályás, edző.

## Pályafutása
1962 és 1966 között a Torpedo Kutaiszi, 1967 és 1973 között a Dinamo Tbiliszi labdarúgója volt. 1965. szeptember 4-én egy alkalommal szerepelt a szovjet válogatottban egy Jugoszlávia elleni barátságos mérkőzésen. 1974 és 1982 között és 1984-ben a Dinamo Tbiliszi segédedzője, 1983-ban a labdarúgó-szakosztály igazgatója volt.